# Левченко Анатолій Миколайович
Анатолій Левченко — український митець, режисер, викладач акторської майстерності, сценограф, громадський діяч, документаліст російсько-української війни. Заслужений діяч мистецтв України (2025).Засновник та керівник Першого недержавного театру Донеччини Terra Incognita (Маріуполь-Київ), Єдиного в Європі театру митців-біженців.

## Життєпис
Народився 24 березня 1969 року в м. Семипалатинськ (Казахстан).
Закінчив середню та музичну (скрипка) школи у 1986 році, після проходження військової служби в Радянській Армії (Північний флот) у 1989 році вступив до Київського національного університету театру, кіно і телебачення імені І.К Карпенка-Карого та в 1994 році закінчив його з присвоєнням кваліфікації спеціаліста за спеціальністю «режисура».
З 1994 року працює на посаді режисера-постановника (а з лютого 2017 р по серпень 2018 р. — головного режисера) у Донецькому академічному обласному драматичному театрі (м. Маріуполь).
Неодноразово поєднував основну діяльність з роботою художника-постановника і завідувача художньо-постановочної частини у театрі. Як художній керівник курсу і педагог з акторської майстерності з 2010 року веде курси в Першій Маріупольській театральній школі-студії.
Лауреат і дипломант міжнародних і регіональних театральних фестивалів «Херсонеські ігри», «Мельпомена Таврії», «Дні Чехова в Ялті», «Театральний Донбас», «Homo ludens», AndriyivskyFest, «Вересневі Самоцвіти», «Світогляд», «ТеатрNET»,"SCENE FEST".
 Під час навчання в університеті займався у лабораторії сценографії Заслуженого діяча мистецтв УРСР Михайла Френкеля. Учасник Другої обласної виставки художників театру «Laterna Magica» (Донецьк, 1997 р.). Персональна виставка «Портрет сценографа Анатолія Левченка» проходила у виставковому залі сучасного мистецтва ім. А. Куїнджі (2009 р.). Здійснив постановку понад 30 спектаклів як сценограф.
Автор лібретто,сценограф та режисер двох мюзиклів — «4 срібні пенси» (за мотивами «Острова скарбів» Р.-Л. Стівенсона") і «Останній подвиг Ланцелота» (за «Драконом» Є.Шварца"). Також автор лібретто та постановник містерії «Діти океану» на сцені «Донбас-Опери».
Режисер всеукраїнського молодіжного фестивалю сучасної пісні та популярної музики «Червона Рута»(1993 рік,Донецьк).
Керівник групи авторів логотипу театру Донеччини.
Нагороджений медаллю «За жертовність та любов до України» УПЦ (КП)(2017 р.), орденом «За Розбудову України»(2020 р.),Знаком народної пошани «Хрест громадянських заслуг» (2023 р.)
27 жовтня 2019 року в Маріуполі відкрився Перший недержавний театр «Terra Incognita» Свій театр для Своїх під керівництвом Анатолія Левченка.
Під його керівництвом створено «Мистецький хаб „ВО!“», який пропагує українську поезію. Учасники-артисти (в тому числі-студенти і аматори) і сучасні українські поети.
Під час російського вторгнення в Україну 2022 року пережив окупацію у Маріуполі Після перебування в центрі бойових дій у Маріуполі 20 травня 2022 року був запроторений за ґрати спочатку «міністерством держбезпеки днр», а потім утримували в ізоляторі ФСБ РФ в Донецьку.
Йому інкримінували статті КК РФ: 282 — «Порушення ненависті чи ворожнечі, або приниження людської гідності», 280 — «Публічні заклики до здійснення екстремістської діяльності», 205.2. «Публічні заклики до здійснення терористичної діяльності, публічне виправдання тероризму чи пропаганда тероризму». Звинувачення ґрунтувалося на виставах Анатолія, його громадської діяльності та проукраїнської позиції, публікаціях у соціальних мережах.
9 березня 2023 року (через майже 10 місяців у в'язниці) Левченку було змінено запобіжний захід — з утримання під вартою на підписку про невиїзд. В Україну разом із сім'єю Анатолій зміг повернутися 21 липня 2023 року..Одружений, має двох синів, Артем 2002 р.н.- пожиттєвий інвалід 1 «Б» групи — невербальний аутист.
З лютого 2024 року у Києві розпочато проект відродження Першого недержавного театру Донеччини «TERRA INCOGNITA». 7 квітня 2024 року на сцені Національного Центру театрального мистецтва імені Леся Курбаса відбулася прем'єра вистави «Світло — в кінці тунелю» за п'єсою Неди Нежданої «Той, що відчиняє двері». Також поставлено ще два спектаклі- «POSTПІСНЯ» за «Лісовою Піснею» Л. Українки та «Зовнішньо Переміщена Особа» за п'єсою Кая Гензеля (за підтримки Goethe-Institut Ukraine.)
Режисерський стиль Анатолія Левченка вирізняється поєднанням мультимедійних та сценічних технологій з тонким знанням людської психології, знанням сучасних режисерських та акторських методик у поєднані з чесністю та відвертістю митця, що робить його постановки емоційно потужними та актуальними. Його професійний та життєвий шлях демонструє стійку відданість мистецтву як інструменту для соціальних змін, діалогу та терапії, що особливо важливо в контексті викликів, з якими стикається сучасне українське суспільство.

## Постановки Анатолія Левченка
- «Зимовий вечір» М.Старицького: режисер. Чернівецький академічний український музично-драматичний театр ім. О.Кобилянської
- «Маленький принц» А. де Сент-Екзюпері режисер. Луганський академічний обласний український музично-драматичний театр
- «Маленький принц» А. де Сент-Екзюпері режисер. Миколаївський академічний театр драми і музичної комедії

Донецький академічний обласний драматичний театр(м. Маріуполь)
1. «Оркестр» Ж. Ануя. режисер, сценограф.
2. «Маленький принц» А. де Сент-Екзюпері режисер, сценограф.
3. «Дурні ми усі» В. Єрофеєва режисер, сценограф.
4. «Пейзаж» Г. Пінтера режисер, сценограф. Вистава — лауреат фестивалю «Театральний Донбас» в 5-ти номінаціях, в тому числі — «Кращий спектакль сезону»
5. «Вишневий сад» А. Чехова режисер, сценограф,
6. «Аліса в Країні див» Л. Керролла режисер, сценограф
7. «Ілюзіон» Ф.-К. Крьоца режисер, сценограф.
8. «Іменини» А. Чехова режисер. Спектакль-лауреат Міжнародного фестивалю «Дні Чехова у Ялті»
9. «Човен» Л. Корсунського режисер, сценограф.
10. «Трьохгрошова опера» Б. Брехта режисер, сценограф.
11. «Мимрьонок» В. Афоніна режисер, сценограф.
12. «Ретро» О. Галіна режисер, сценограф.
13. «Їхай!» Н. Садур режисер, сценограф
14. «Корабель кохання» М. Коляди режисер, сценограф
15. «Чукоккала» К. Чуковського режисер, сценограф.
16. «Лоліта» В. Набокова, Е. Олбі автор інсценізації, режисер, сценограф. Спектакль-лауреат фестивалю «Мельпомена Таврії»
17. «Маячня удвох» Е. Йонеско сценограф.
18. «Сон літньої ночі» У. Шекспіра режисер, сценограф.
19. «Вінні-Пух та усі інші» А. Мілна, Б. Заходера режисер, сценограф. (постановка у Творчому об'єднанні «Арлекіно»)
20. «За зачиненими дверима» Ж.-П. Сартра режисер, сценограф. Спектакль — лауреат фестивалю «Театральный Донбас» в 4-х номінаціях.
21. «Бременські музики» В.Ліванова, В.Шульжика режисер, сценограф
22. «Одруження Фігаро» П. Бомарше режисер, сценограф
23. «Діти океану» Д.Родіонова, режисер. (постановка у Донецькому національному академічному театрі опери та балету ім. А. Б. Солов'яненка)
24. «Запрошення до страти» В. Набокова режисер, сценограф
25. «Повернися у Сорренто» Е. де Філіппо режисер, сценограф
26. «Казка про царя Салтана» О. Пушкіна сценограф
27. «Пригоди Колобка» М. Непряхіна сценограф. (у Творчому об'єднанні «Арлекіно»)
28. «Пригоди Швейка» за Я. Гашеком режисер, автор інсценізації, сценограф
29. «Білосніжка і сім гномів» бр. Грімм режисер, сценограф. (постановка у Творчому об'єднанні «Арлекіно»)
30. «Моя жінка- брехуха» М. Мейо, М. Еннекена сценограф
31. «День народження кота Леопольда» А. Хайта сценограф
32. «Дюймовочка» Г.-Х. Андерсена сценограф. (у Творчому об'єднанні «Арлекіно»)
33. «Публіці дивитися заборонено» Ж. Марсана режисер, сценограф
34. «Оженили мене не спитавши» Ф.-К. Крьоца режисер, сценограф.(постановка у Творчому об'єднанні «Арлекіно»)
35. «Провінційні анекдоти» О. Вампілова режисер, сценограф
36. «Острів скарбів» за Р.-Л.Стівенсоном, мюзікл- автор лібрето, режисер, сценограф
37. «Божественна комедія» І. Штока режисер, сценограф. (постановка у Творчому об'єднанні «Арлекіно»)
38. «Міщанин у дворянстві» Ж.-Б. Мольєра сценограф
39. «Пригоди Буратіно» за О.Толстим режисер, сценограф
40. «Ніч перед Різдвом» М. Гоголя режисер, сценограф. Спектакл-лауреат фестивалю «Homo Ludens» Миколаїв
41. «Синьйор з вищого світу» Д. Скарніччі, Р. Тарабузі, режисер, сценограф
42. «Мінливості кохання» за оповіданнями А. Чехова режисер, сценограф
43. «Побачення по середах» В. Красногорова сценограф
44. «Труффальдіно з Бергамо» К. Гольдоні режисер, сценограф
45. «Дванадцять місяців» С. Маршака режисер, сценограф
46. «Маленькі комедії» А. Арканова, Г. Горіна режисер, сценограф
47. «Ромео і Джульєтта» В. Шекспіра режисер, сценограф. (у Творчому об'єднанні «Арлекіно»)
48. «Готель „Каліфорнія“» Л. Лунарі режисер, сценограф
49. «Дама с камелиями» О.Дюма(молодший) сценограф. (у Творчому об'єднанні «Арлекіно»)
50. «Ну, Вовче, постривай!» А. Курляндського, А. Хайта сценограф
51. «Вінні-Пух і всі-всі-всі» за А. Мілном режисер, сценограф
52. «Баба Шанель» М. Коляди режисер, сценограф
53. «Ми з тобою однієї крові!»(за Р.Кіплінгом) режисер, сценограф. (у Творчому об'єднанні «Арлекіно»)
54. «Сільвія» А. Р. Герні сценограф
55. «З привітом, твої таргани!» О. Богайова режисер, сценограф
56. «Мама» Ю.Ентіна, Ж.Буржуа, Т.Попа режисер, сценограф. (у Творчому об'єднанні «Арлекіно»)
57. «Останній подвиг Ланцелота» за Є. Шварцем режисер, сценограф
58. «Ще один Джексон, або Перебір» Х. Бергера режисер, сценограф
59. «Слава героям» П. Ар'є режисер, сценограф. Спектакль — дипломант фестивалю «Вересневі самоцвіти», м. Кропівницький
60. «Лускунчик» за Е. Т. А. Гофманом режисер, сценограф
61. «DurDom» В. Єрофеєва режисер, сценограф
62. «Коза-дереза» М. Лисенка режисер
63. «ЖАХ» Н. Нежданої режисер, сценограф спектакль-дипломант ІІ МІЖНАРОДНОГО ТЕАТРАЛЬНОГО ФЕСТИВАЛЮ КАМЕРНИХ ТЕАТРІВ ANDRIYIVSKYFEST В НОМІНАЦІЇ "ЗА КРАЩИЙ АКТОРСЬКИЙ АНСАМБЛЬ(ДУЕТ)
64. «Княжа доба» О.Олеся. перформанс просто неба, фестиваль «Дике поле» режисер
65. «Листи до римського друга» Й. Бродського режисер, сценограф
66. «TARAS LIVE» режисер, сценограф
67. «Енеїда» І. П. Котляревського режисер, сценограф. Спектакль-дипломант фестивалю «Вересневі самоцвіти», Кропівницький
68. «100 відтінків правди і любові»(В.Стус і В.Сосюра)[13] режисер
69. «Якби зустрілися ми знову…» за творами Т.Г Шевченка сценограф
70. «Мир вашому дому» (за Шалом Алейхемом) режисер, сценограф[14]
71. «Голомоза співачка» Е.Йонеско режисер, сценограф[15]
72. «MAIDAN INFERNO» Н.Нежданої.[16]«Terra incognita» ювілейний вечір, режисер, сценограф[17]

### Перший Недержавний театр Донеччини «Terra Incognita» (Свій театр для Своїх)
1. «Твори Й.Бродського»[18]
2. «Селфі зі склерозом» О.Володарського[18]
3. «Голос тихої безодні» Н.Нежданої[19]відчуття крил для 2 акторок та виконавця на дримбах на одну дію вистава — Дипломант 50-го Всеукраїнського театрального свята «Вересневі Самоцвіти» та фестивалю « SCENE FEST»
4. «Сватання in Gon4arivці» за Г. Ф. Квітка-Основ'яненко[20] диплом 1 ступеню фестивалю Театр Net
5. «Палата № 6» за А.Чеховим
6. «DELETE» за п'єсою Х.Пінтера «Пейзаж» (LANDSKAPE)
7. «Уяви, що ти Бог». Мікроп'єси Матея Вішнєка. Переклад з французької Неди Неждани.
8. «Дорослі ігри завзятих дівчат» Молодіжна комедія з порушенням стереотипів за п'єсою Н.Уварової  «Шахрайки»
9. «Твій не Твій Янгол». Суіцідальна історія за п'єсою Лани Ра «Невчасно». Вистава-Дипломант фестивалю «SCENE FEST»
10. «POST ПІСНЯ». Фентезі на одну дію за мотивами драми-феєрії Л.Українки «Лісова пісня».
11. «SOBAKA». Собаче життя за п'єсою Юрія Васюка.
12. «Лускунчик та мишачий король» за казкою Ернста Теодора Амадея Гофмана в перекладі Євгена Поповича.
13. «Бачиш світло в кінці тунелю?» Чорна комедія для театру національної трегедії За п'єсою Н.Нежданої «Той,що відчиняє двері».
14. «Єврейське щастя». Комедія за мотивами оповідань Шолом-Алейхема.
15. «Ніч проти Різдва». Реп-мюзикл за мотивам повісті М.Гоголя в перекладі М.Рильського.«На полі крові». Мікро-серіал за драматичною поемою Л.Українки.

Кіровоградський академічний обласний театр ляльок м. Кропивницький
1. «Я»(Романтика) за новелою Миколи Хвильового. моновистава до 130-річчя з дня народження автора
2. «MAIDAN INFERNO» Н.Нежданої

ПРОЕКТ ВІДРОДЖЕННЯ діяльності Першого Недержавного театру Донеччини «Terra Incognita» (Свій театр для Своїх)
- «Світло — в кінці тунелю» за п'єсою Н.Нежданої «Той,хто відчиняє двері»

- «POST ПІСНЯ». Фентезі на одну дію за мотивами драми-феєрії Л.Українки «Лісова пісня».
- "Зовнішньо Переміщена Особа" за п'єсою Кая Гензеля "Кламмова війна" («Klamms Krieg»)

Київський академічний обласний музично-драматичний театр імені П.К. Саксаганського
- " Як козам роги виправляють" за п'єсою Ю.А.Федьковича

1. ↑  УКАЗ ПРЕЗИДЕНТА УКРАЇНИ №39/2025. Президент України. Президент України. 20 січня 2025 року.
2. ↑  Театр абсурда. Как Мариупольский драматический избавился от главного режиссера. LB.ua. Архів оригіналу за 12 квітня 2020. Процитовано 12 квітня 2020.
3. ↑  Terra Incognita свій театр для своїх. www.facebook.com (укр.). Процитовано 12 квітня 2020.
4. ↑  https://www.youtube.com/channel/UC8cU7YbkuhxzA4xDSvTnYoQ/videos
5. ↑  Іван СТАНІСЛАВСЬКИЙ (10 серпня 2023). «Режик-нацик». Історія режисера, що пережив облогу Маріуполя, донецькі в’язниці та повернувся в Україну. Частина 1. Окупація (укр.). «Лівий берег». Процитовано 4 вересня 2023.
6. ↑  Наталія НАЙДЮК (3 серпня 2023). Вісім актів з життя режисера Анатолія Левченка: про окупацію Маріуполя, в’язницю та повернення в Україну (укр.). «Новинарня». Процитовано 4 вересня 2023.
7. ↑  Боротьба в тилу І Анатолій Левченко. Життя в окупованому Маріуполі. 10 місяців полону. YouTube. Суспільне Кропивницький. 31 серпня 2023. Процитовано 15 жовтня 2023.{{cite web}}:  Обслуговування CS1: Сторінки з параметром url-status, але без параметра archive-url (посилання)
8. ↑  Рік у полоні: маріупольський режисер Анатолій Левченко повернувся в Україну. YouTube. Телеканал ТВ-7 Маріуполь. 3 серпня 2023. Процитовано 15 жовтня 2023.{{cite web}}:  Обслуговування CS1: Сторінки з параметром url-status, але без параметра archive-url (посилання)
9. ↑  Історія театрального режисера з Маріуполя, якому пощастило вижити | ІСТОРІЇ ВІЙНИ (укр.), процитовано 24 листопада 2023
10. ↑  ВИВЕЛИ З ДОМУ З МІШКОМ НА ГОЛОВІ | Інтерв'ю з АНАТОЛІЄМ ЛЕВЧЕНКОМ. YouTube. Свідок. 13 вересня 2023. Процитовано 15 жовтня 2023.{{cite web}}:  Обслуговування CS1: Сторінки з параметром url-status, але без параметра archive-url (посилання)
11. ↑  Найдюк, Наталія (3 серпня 2023). Вісім актів з життя режисера Анатолія Левченка: про окупацію Маріуполя, в'язницю та повернення в Україну. Новинарня. Архів оригіналу за 4 вересня 2023. Процитовано 15 жовтня 2023.
12. ↑  An autistic Ukrainian boy lived by routine. Then the Russians upended his world. The Economist. ISSN 0013-0613. Процитовано 24 листопада 2023.
13. ↑  Мариупольский театр показывает зрителям сто оттенков правды и любви :: Мариуполь - Театр :: Новостной портал Мариуполя. Новостой портал Мариуполя mariupol.tv. Архів оригіналу за 12 квітня 2020. Процитовано 12 квітня 2020.
14. ↑  Мир нашему дому. Мариупольский драматический театр открывает новый сезон :: Мариуполь - Театр :: Новостной портал Мариуполя. Новостой портал Мариуполя mariupol.tv. Архів оригіналу за 12 квітня 2020. Процитовано 12 квітня 2020.
15. ↑  В мариупольском театре показывают «Лысую певицу» :: Мариуполь - Театр :: Новостной портал Мариуполя. Новостой портал Мариуполя mariupol.tv. Архів оригіналу за 12 квітня 2020. Процитовано 12 квітня 2020.
16. ↑  В Маріуполі пройшов показ спектаклю Maidan Inferno :: Мариуполь - Театр :: Новостной портал Мариуполя. Новостой портал Мариуполя mariupol.tv. Архів оригіналу за 12 квітня 2020. Процитовано 12 квітня 2020.
17. ↑  «Мне есть что сказать». Режиссер и сценограф мариупольского театра Анатолий Левченко отмечает 50-летие :: Мариуполь - Театр :: Новостной портал Мариуполя. Новостой портал Мариуполя mariupol.tv. Архів оригіналу за 12 квітня 2020. Процитовано 12 квітня 2020.
18. 1 2  У маріупольському незалежному театрі йде вистава «Селфі зі склерозом» :: Мариуполь - Театр :: Новостной портал Мариуполя. Новостой портал Мариуполя mariupol.tv. Архів оригіналу за 12 квітня 2020. Процитовано 12 квітня 2020.
19. ↑  В маріупольському театрі Terra Incognita пролунав «Голос тихої безодні» :: Мариуполь - Театр :: Новостной портал Мариуполя. Новостой портал Мариуполя mariupol.tv. Архів оригіналу за 12 квітня 2020. Процитовано 12 квітня 2020.
20. ↑  «Сватання на Гончарівці» в стилі хіп-хоп. Прем’єра маріупольського театру «Terra Incognita» :: Мариуполь - Театр :: Новостной портал Мариуполя. Новостой портал Мариуполя mariupol.tv. Архів оригіналу за 12 квітня 2020. Процитовано 12 квітня 2020.
21. ↑  Режисер із Маріуполя закриває театральний сезон у Білій Церкві | 🎬 🎭 Режисер із Маріуполя закриває театральний сезон у Білій Церкві Два місяці інтенсивної підготовки, десятки репетицій і повне занурення у творчий... | By Еспресо: Біла Церква | Facebook (укр.). Процитовано 1 липня 2025 — через www.facebook.com.